# Tixotrópia

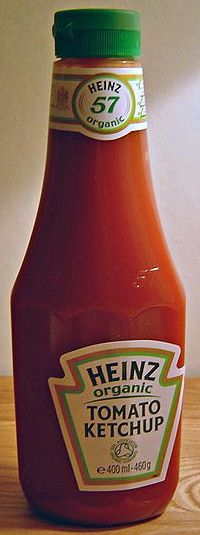
A ketchup is tixotróp tulajdonságú

A tixotrópia egyes liofil szoloknál fellépő jelenség, melynek során a kolloid struktúra (gélszerkezet) nyírással való lerombolása után regenerálódni képes: nyírófeszültség hatására a folyadéknak lecsökken a viszkozitása, majd később helyreáll.
Ez a gyakorlatban leegyszerűsítve azt jelenti, hogy minél tovább keverünk egy tixotrópos folyadékot, az annál hígfolyósabbá válik, majd nyugton hagyva visszazselésedik.
A jelenség veszélyes lehet, például agyagos talajok földrengés során megfolyhatnak.
A Vörösiszap nagy fajlagos felületű, tixotróp anyag.
A tixotrópia elnevezés a görög thixisz (θίξις = érintés) és tropé (τροπή = fordítás, változás) szóösszetételből származik.